# Glacera de Zinal
La glacera de Zinal és una glacera de vall situada entre 2.005 i 3.470 m sobre el nivell del mar al cantó del Valais a Suïssa, a l'extrem sud de la Val d'Anniviers als Alps Penins. Es troba al municipi suís d'Anniviers, amb una longitud de 7 km i una superfície de 15 km². Des del 1973, ha retrocedit una mica més de mig quilòmetre. La glacera, orientada al nord, té una inclinació mitjana de 23,3 °.
La glacera, situada als peus de la Dent Blanche i el Grand Cornier, s'estén fins al coll Durand i dona lloc al riu Navizence al fons de la vall del Zinal, aigües amunt de la vall d'Anniviers.
La glacera Zinal sorgeix de diverses glaceres de primavera. La glacera d'origen oriental és el Mountetgletscher (Glacier du Mountet), que té el seu origen a uns 3.800 m al costat occidental del Zinalrothorn. La glacera Obergabelhorn baixa de l'Ober Gabelhorn amb la seva paret de gel. I per sota del Grand Mountet, aquestes dues s'uneixen pel sud amb la Durandgletscher (glacera Durand). Les glaceres Mountet, Obergabelhorn i Durand pertanyen al grup Weisshorn. La glacera Zinal rep més entrada de gel dels forts pendents del flanc nord-est del Grand Cornier (glacera Bouquetins).
Per sota de la unió de les tres glaceres (Obergabel, Durand i Grand Cornier), la glacera Zinal encara flueix al voltant de 3 km cap al nord a través d'una profunda vall entre el Grand Cornier a l'oest i el Besso (3.668 m) a l'est. Aquí la superfície del gel està coberta en gran part per restes i pols de les morrenes centrals i laterals, així com per restes de roca que cauen. La llengua de la glacera, el front del qual va ser del 2005 a 2.040 m, desemboca al Navisence, un afluent per l'esquerra del Roine.

## Petita edat de Gel
Des de l'apogeu de la Petita Edat de Gel a mitjan segle xix, la glacera Zinal va recular significativament. Des de 1891, la seva llengua es va tornar a fondre. En èpoques anteriors, per la glacera Zinal i sobre el coll Durand (3.443 m) hi havia una concorreguda pista mulera on es transportaven mercaderies i bestiar entre el centre del Valais i el nord d'Itàlia. Avui la transició sobre el glacial Col Durand des del Zinal fins al Mattertal només pot ser realitzada per alpinistes adequadament equipats.
L'agost de 1834, després de fortes precipitacions, van sortir de la glacera grans quantitats d'aigua, que van trencar les morenes laterals, i van causar grans danys fora de la vall i van crear temporalment un llac entre Chippis, Chalais i Grône.

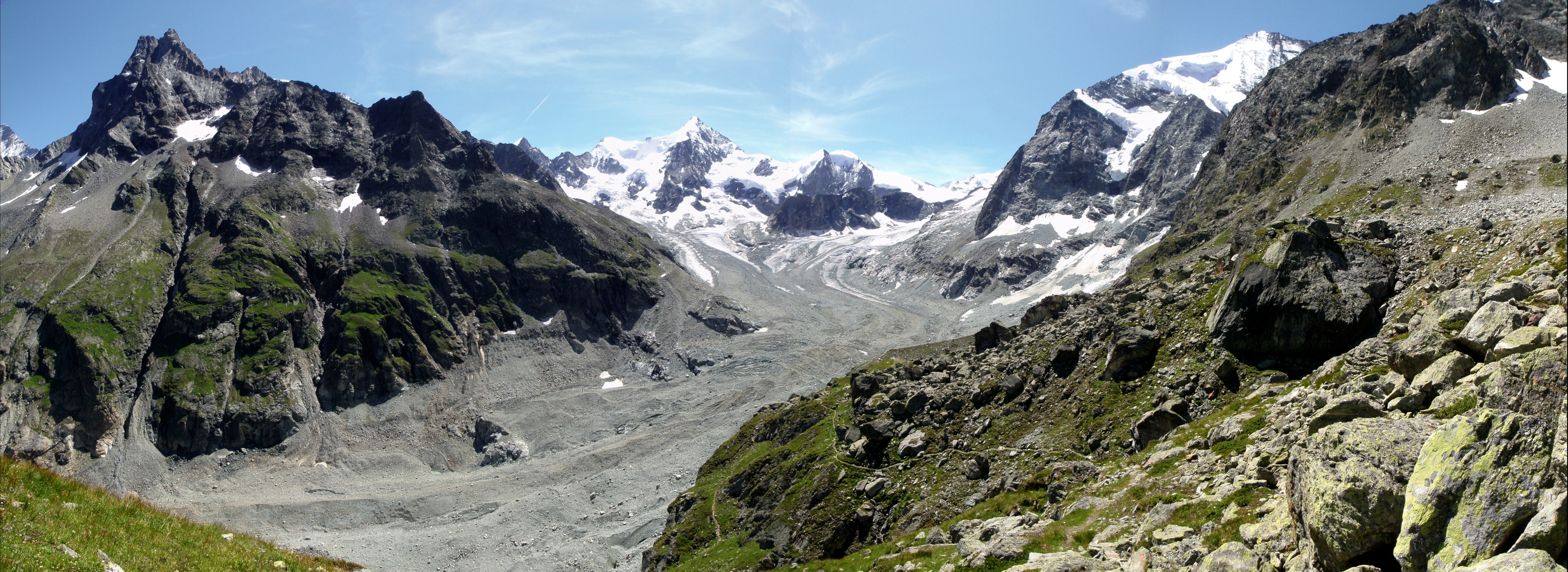
Vista panoràmica de la glacera de Zinal amb el Besso, el Trifthorn, l'Ober Gabelhorn, el Mont Durand (Arbenhorn) i el Grand Cornier. Al centre de la imatge, el coll Durand.